# Stormy Daniels
Stormy Daniels (valódi neve Stephanie Clifford) (Baton Rouge, Louisiana, 1979. március 17. –) amerikai pornószínésznő, fotómodell.
17 éves korában kezdett sztriptíztáncosként a Baton Rouge Clubban. Fotói híres magazinokban jelentek meg, a Playboy, Hustler, Penthouse, High Society, GQ, és FHM hozta le a képeit.

## Válogatott filmográfia
| - The One (2007/II) (V) - The Muse (2007) (V) - Knocked Up (2006) - "Mind of Mencia" (1 episode, 2006) - Double D Babes 3 (2006) (V) - Sleeping Around (2006) (V) - Award Winning Sex Stars 2 (2006) (V) - Watching Samantha (2006) (V) - The Predator (2006) (V) - Driven (2006) (V) - Taken (2006) (V) | - American Dreams (2005) (V) - Lovers Lane (2005) (V) - Internal Affairs (2005) (V) - Forever Stormy (2005) (V) - Jenna's Star Power (2005) (V) - What's a Girl Gotta Do? (2005) (V) - Neighbors (2005) (V) - Forever Jessica (2005) (V) - The Closer (2005) (V) - Spreading My Seed (2005) (V) - Camp Cuddly Pines Powertool Massacre (2005) (V) |